# Homo sapiens (téléfilm)
Pour les articles homonymes, voir Homo sapiens (homonymie).
Homo sapiens est un téléfilm documentaire et un docufiction franco-canadien de 90 minutes sur la Préhistoire, réalisé par Jacques Malaterre en 2004 sous la caution scientifique d'Yves Coppens. Il fut diffusé en France en 2005 par les chaînes France 3 et France 5.

## Série
Homo sapiens est le deuxième volet d'une série documentaire-fiction de trois épisodes, réalisés par Jacques Malaterre de 2002 à 2007 pour France 3 et Discovery Channel (Canada), sous le contrôle scientifique d'Yves Coppens, avec la collaboration d'Anne-Marie Bacon et de Sandrine Prat du CNRS :
- 2002 : L'Odyssée de l'espèce, sur l'histoire évolutive de la lignée humaine ;
- 2004 : Homo sapiens, sur l'émergence de notre espèce ;
- 2007 : Le Sacre de l'homme, sur la période néolithique, avec la collaboration de Jean Guilaine.